# Coelinidea antha
Coelinidea antha är en stekelart som beskrevs av Riegel 1982. Coelinidea antha ingår i släktet Coelinidea och familjen bracksteklar. Inga underarter finns listade i Catalogue of Life.